# Митфорд, Мэри Рассел

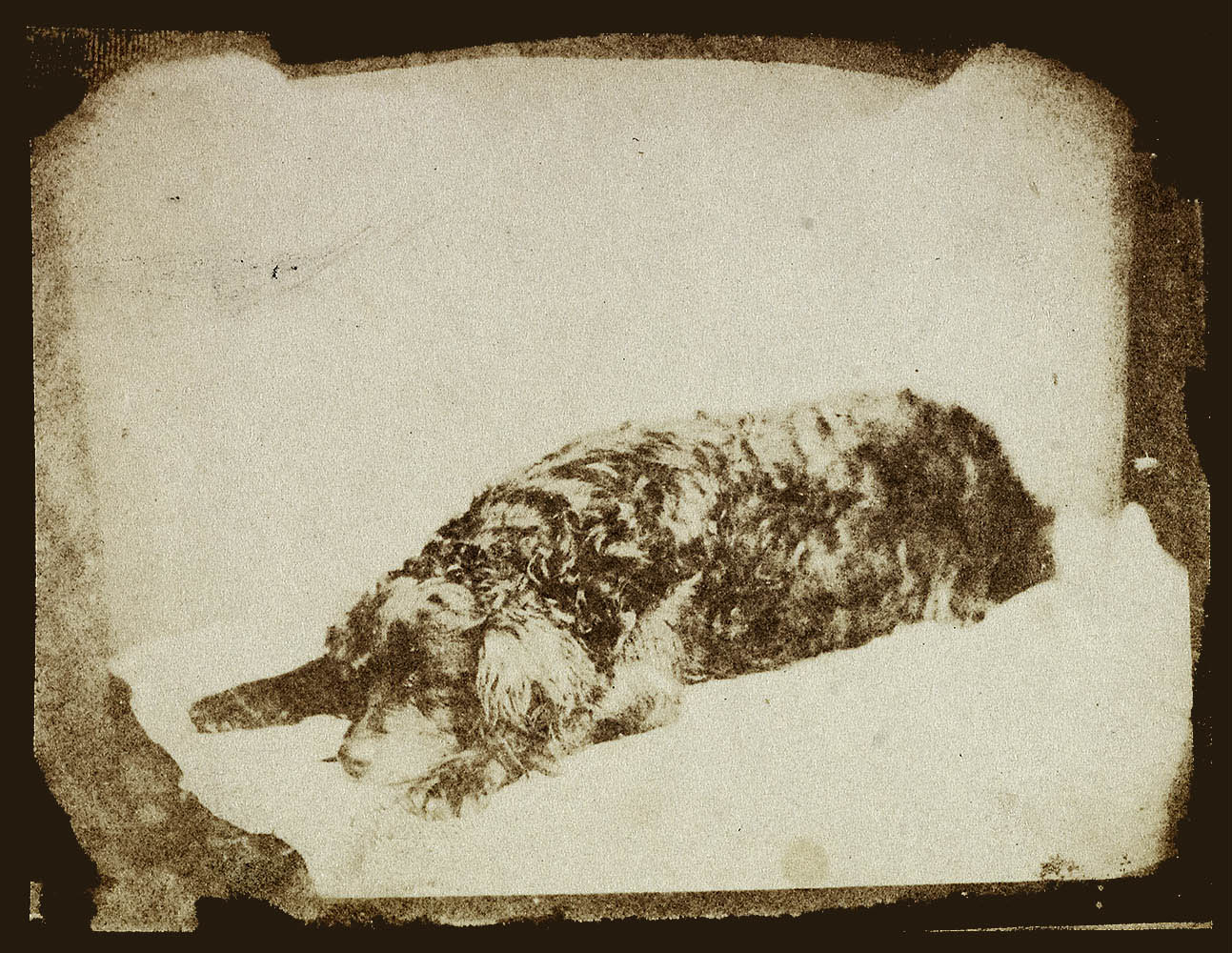
Николас Хеннеман. Одна из первых в мире фотографий собаки, принадлежавшей Мэри Митфорд, 1847 год.

Мэри Рассел Митфорд (англ. Mary Russell Mitford; 1787 — 1855) — английская писательница, известная своими произведениями детской литературы, романтическими поэмами, пьесами и очерками из провинциальной жизни Англии.

## Биография
Родилась 16 декабря 1787 года в Сити-оф-Уинчестер графства Гэмпшир. Была единственной дочерью доктора Джорджа Митфорда и его жены Мэри Рассел, происходящей из аристократической семьи Рассел (англ. Russell). 
Между 1800 и 1810 годами они жили в местечках Рединг и Grazeley графства Беркшир. Мэри ухаживала за родителями до их смерти, поддерживая семью своими доходами от своей писательской деятельности.
В 1836 году писательница встретилась с английской поэтессой Элизабет Браунинг, и их знакомство переросла в долгую дружбу. В 1851 году она переехала в местечко Swallowfield графства Беркшир, где жила до конца жизни. Умерла здесь же  10 января 1855 года после того, как в декабре 1854 года попала в транспортную аварию. Была похоронена на местном кладбище All Saints Churchyard.

## Творчество
Мэри Митфорд была плодовитым и успешным писателем в различных жанрах — проза, поэзия, драматургия. Её работы отличались юмором в сочетании с острым умом и литературным мастерством. Драматические произведения Митфорд ставились в известных театрах Англии с участием нее менее известных актёров своего времени. Наиболее успешными с финансовой точки зрения стали её прозаические произведения, чем она зарабатывала на жизнь.
Сохранились её письма, где писательница выражала интересные комментарии и критику викторианской эпохи.